# Der Omega-Punkt
Der Omega-Punkt (englischer Originaltitel: Point Omega) ist ein Roman des amerikanischen Schriftstellers Don DeLillo. Er erschien im Jahr 2010 bei Charles Scribner’s Sons. Im selben Jahr veröffentlichte Kiepenheuer & Witsch die deutsche Übersetzung von Frank Heibert. Der Titel des Romans bezieht sich auf den Omega-Punkt in der Philosophie Pierre Teilhard de Chardins, den Endpunkt der menschlichen Entwicklung.

## Inhalt
Im September 2006 betrachtet ein Mann in einem Museum die Videoinstallation 24 Hour Psycho von Douglas Gordon, in der Alfred Hitchcocks Spielfilm Psycho mit Anthony Perkins als Serienmörder Norman Bates auf eine Laufzeit von 24 Stunden gedehnt abgespielt wird. Das Kunstwerk führt ihn zu Fragen über Wahrnehmung und Zeit. Neben der Leinwand beobachtet er auch die anderen Besucher, unter ihnen ein junger und ein alter Mann, die nur kurz im Raum bleiben. Eigentlich sehnt er sich jedoch nach einer Frau, mit der er sich über die Installation austauschen könnte.
Der 37-jährige Filmemacher Jim Finley besucht den zurückgezogen lebenden 73-jährigen Richard Elster im Anza-Borrego Desert State Park im kalifornischen Teil der Sonora-Wüste. Der interdisziplinäre Wissenschaftler war während des Irakkriegs geheimer Berater der amerikanischen Regierung, um als intellektueller Außenseiter öffentliche Konzepte und Erklärungsmuster für den Krieg zu entwickeln. Seine Vorschläge, etwa der Vergleich des Krieges mit einem Haiku oder die linguistischen Untersuchungen des Wortes „Rendition“, trafen allerdings auf wenig Widerhall bei den Militärstrategen des Pentagon. Nach zwei ergebnislosen Jahren in einer Alibi-Funktion zog er sich zurück in die Wüste, in der er noch immer lebt.
Finley, der bislang nur eine wenig beachtete Montage aus alten Jerry-Lewis-Filmen vorzuweisen hat, plant über Elster einen Dokumentarfilm im visuell einfachen Stil von Errol Morris’ The Fog of War. In einem erster Gespräch führt er den Kriegsberater in die Installation 24 Hour Psycho im Museum of Modern Art, spürt jedoch Elsters Abwehr gegen das Kunstwerk. Nun besucht er den alten Mann an seinem Rückzugsort, um ihn von dem Projekt zu überzeugen. Doch je länger er in der Wüste bleibt, desto mehr tritt der geplante Film in den Hintergrund gegenüber der wuchtigen Persönlichkeit seines Gastgebers und der sie umgebenden eindrucksvollen Natur. Finley lauscht den philosophischen Einsichten des Mannes, der über den Omega-Punkt sinniert, den End- und Zielpunkt der menschlichen Entwicklung, den Sprung des erschöpften Bewusstseins in die leblose Materie.
Nach zwölf Tagen wird die Zweisamkeit der beiden Männer durch Elsters Tochter Jessie unterbrochen. Sie zieht sich in die Wüste zurück, um einem aufdringlichen Verehrer namens Dennis zu entkommen, den sie bei einem Museumsbesuch kennengelernt hat, zu dem sie ihr Vater animiert hat. Nicht nur von Elster wird sie besitzergreifend geliebt, auch der junge Filmemacher richtet bald seine erotischen Begierden auf sie. Eines Tages verschwindet sie unerklärlich und spurlos. Nur ein Messer wird in einer nahegelegenen Schlucht gefunden. Der zuvor so gleichmütige Elster wird durch den Verlust seiner Tochter schwer getroffen. Geistig und körperlich verfällt er zusehends, während die beiden Männer vergeblich auf die Rückkehr der jungen Frau warten. Schließlich bringt Finley den alten Mann dazu, das Haus in der Wüste zu verlassen, in das er nicht mehr zurückkehren wird.
Der namenlose Mann besucht auch am Folgetag wie an allen vorherigen Tagen 24 Hour Psycho, um sich in den Bann des verlangsamten Filmes hineinziehen zu lassen. Auch er hat, wie Norman Bates, eine enge Bindung zu seiner verstorbenen Mutter gehabt, während er ansonsten Schwierigkeiten hat, mit Menschen in Kontakt zu treten. Doch an diesem Tag spricht ihn eine junge Frau an. Sie tauschen sich über die Videoinstallation aus, und als sie das Museum verlässt, gibt sie ihm ihre Telefonnummer. Allein zurückgeblieben fühlt der Mann, wie er vom überdimensional großen Bild Norman Bates aufgesogen wird, wie er sich in der Filmfigur auflöst.

## Hintergrund
Zum Ausgangspunkt für den Roman wurde Don DeLillos eigener Besuch der Videoinstallation 24 Hour Psycho im Museum of Modern Art. DeLillo war von Douglas Gordons Arbeit so angetan, dass er sie noch mehrere Male besuchte und schließlich darüber schreiben wollte, wobei ihm zu diesem Zeitpunkt noch nicht klar war, ob dies in Form eines Essays oder einer fiktionalen Darstellung geschehen solle. Um die durch die Installation aufgeworfenen Fragen nach Zeit, Bewegung und Wahrnehmung auszudrücken, führte er die Figur eines Beobachters ein, der zwei andere Besucher betrachtet. Aus diesen beiden Figuren wurden schließlich die Protagonisten des Romans, Richard Elster und Jim Finley.
DeLillo hatte die Absicht, „dass der Film und mein Roman ineinanderfliessen […] dass Motive ineinandergreifen, sich voneinander lösen und später wieder verbinden“. Tatsächlich teilen Film und Roman diverse Elemente: die Figur des Sheriffs, das Messer, Treppen, den Mann vor einer Wand. Die Entwicklung des Stoffes hin zu seinem Roman beschrieb DeLillo: „Zuerst war das ein reales Ereignis. Dann ein Zeitungsbericht. Dann ein Roman. Nachher ein Drehbuch. Dann Hitchcocks «Psycho», aus dem «24 Hour Psycho» wurde, und diese Bearbeitung hat nun meinen Roman inspiriert.“
Zu Elsters von seinem Lebensumfeld in der Wüste beeinflusster Philosophie führt DeLillo aus: „Es geht Elster um etwas Abstrakteres als eine Zerstörung durch Mikroben, Flutwellen oder Meteoriten […] Es geht ihm um die Erschöpfung des menschlichen Bewusstseins, um dessen endgültige Auslöschung in eher mystischer Hinsicht, um die Vision, dass die Zeit selbst an ihr Ende gelangt.“  Doch obwohl er sich „mit dem Erlöschen des Bewusstseins, dem Aussterben der Arten, der Sehnsucht des Menschen, wieder zu totem Gestein auf dem Feld zu werden“, beschäftigt, kann er mit dem Verlust, der ihn persönlich trifft nicht umgehen, „er verfällt in eine Art Trance, weil er sich der Realität nicht stellen kann.“

## Interpretation
Der Omega-Punkt, der laut Gregor Dotzauer eher eine Novelle ist als ein Roman, ist wie ein Triptychon in drei Teile unterteilt. Wie häufig bei DeLillo sei er „das Zeugnis eines Kampfes von Bild gegen Wort und von Realität gegen Hyperrealität“. „Unzuverlässigkeit des Ortes, Kontingenz der Details“ machten ihn „voller Unschärfen und Ungewissheiten“. Auch das größte Rätsel, das spurlose Verschwinden der Tochter, bleibt ungelöst. Als Prosa-Äquivalent eines Haikus ist die mittlere Sektion die längste. Bereits im Prolog sind laut Thomas David die Motive der Erzählung vollständig angelegt.
In DeLillos Werk ist Der Omega-Punkt der schmalste und laut Thomas Klupp auch untypischste Roman. Nie zuvor habe er, dessen vorherige Romane stets die „Epizentren der amerikanischen Gegenwartsgeschichte“ vermessen haben, sich so weit von der amerikanischen Gesellschaft der Gegenwart entfernt. Der Roman wirkt für Angela Schader wie das Negativbild eines anderen Romans, des 2001 erschienenen Körperzeit. Während dort die Erfahrung von Verlust am Anfang steht, steht sie nun am Ende der Handlung. In beiden Werken werden „Themen wie Zeit und Zeitlosigkeit, künstlerische Verfremdungs- und Identifikationsprozesse und die im Herzen menschlicher Existenz lauernde Leere verhandelt.“
Uwe Wittstock beschreibt den Roman trotz der endlosen Wüstenlandschaft, in der die Geschichte angesiedelt ist, als ein Kammerspiel. Er ist völlig auf seine beiden Hauptfiguren ausgerichtet, zwei „typische DeLillo-Geschöpfe“: Finley, in dem Alter, in dem DeLillo seinen ersten Roman veröffentlicht hat, ist ein Alter Ego des Autors, ein „Beobachter, der sich im Grunde mehr für atmosphärische Details interessiert als für seinen Helden“. Elster, in DeLillos Alter zum Zeitpunkt der Veröffentlichung des Romans, teilt mit seinem Autor, dass er nicht an verbindlichen Wahrheiten interessiert ist, sondern „an mehr oder minder glaubwürdige[n] Entwürfe von Wahrheiten“. In seiner Rolle als Kriegsberater kritisiert DeLillo nicht nur die Manipulationen der Bush-Administration beim Irakkrieg, sondern entdeckt in diesen Manipulationen eine Weltsicht, die er auch als Autor teilt. „Beide Personen verkörpern Spielarten des ambivalenten Wunsches, mit schriftstellerischen und intellektuellen Mitteln Weltbilder zu entwerfen, deren Ausstrahlungskraft sich die Wirklichkeit nicht entziehen kann.“
Die Verbindung zwischen den drei männlichen Figuren, die alle auf einer spirituellen Suche sind, ist für Christopher Schmidt Jessica, die mit einer „ätherischen Unberührbarkeit eines Engels“ durch das Buch wandelt, „als wäre sie bereits der Erleuchtung teilhaftig geworden, auf welche die drei Männer in der Einsamkeit des Museums oder der Wüste hoffen“. In dem Roman gehe es um „den Aufstand der Zeichen gegen das Bezeichnete, das große Indifferentwerden“, für das unter anderem die Duschszene in Psycho, in der das Blut abgewaschen wird, als Metapher steht. Als Spiegel der amerikanischen Gesellschaft zeigt Der Omega-Punkt eine universell gewordene Paranoia „durch die Inflation der Zeichen und Verweise in einer zunehmend sekundären Welt, in der alles etwas bedeutet und doch nichts und auch der Krieg nur eine Simulation am Computer ist“.
Laut Sigrid Löffler ist Der Omega-Punkt „ein weiterer Vorstoß zum Äußersten, in die philosophischen Regionen des Unerzählbaren, eine Meditation über Zeit und Tod und das Ende der Zivilisation.“ Für Thomas David „entwickelt DeLillo ein Bild von den letzten Tagen der Menschheit, die apokalyptische Vision der Auslöschung allen Bewusstseins.“ In den Momenten, in denen „Schauen und Sein, Beobachter und Beobachtetes in eins fallen“ wird der Roman für Thomas Klupp zur Meditation und kommt „dem an sich unbestimmbaren Verhältnis von Mensch und Welt, von Bewusstsein und äußerer Wirklichkeit plötzlich unheimlich nah“.
Der Roman sei „in der Hauptsache eine vibrierende Meditation über Wahrheits- und Zeitkonzepte“, schrieb Iris Radisch.

## Ausgaben
- Don DeLillo: Point Omega. Scribner, New York 2010, ISBN 978-1-4391-6995-7.
- Don DeLillo: Der Omega-Punkt. Aus dem amerikanischen Englisch von Frank Heibert. Kiepenheuer & Witsch, Köln 2010, ISBN 978-3-462-04192-7.
- Don DeLillo: Der Omega-Punkt. Aus dem amerikanischen Englisch von Frank Heibert. Goldmann, München 2011, ISBN 978-3-442-47405-9.
- Don DeLillo: Der Omega-Punkt. Gelesen von Christian Brückner. Parlando, Berlin 2010, ISBN 978-3-941004-12-2.